# Операция «Паук»
Операция «Щит» или «Паук» (босн. Operacija "Pauk", серб. Операција Паук) — один из важнейших эпизодов Боснийской войны; контрнаступление войска Республики Сербской по отбитию занятых противником территорий, которое постепенно переросло в совместные действия мусульман Западной Боснии, боснийских и краинских сербов против правительства Боснии и Герцеговины.
В результате операции была восстановлена Автономная область Западной Боснии во главе с Фикретом Абдичем. Однако, несмотря на подавляющее превосходство сербов, союзные войска не стали входить в Бихач, что помешало распространению власти Абдича на весь мусульманский анклав в регионе. Кроме того, не была выполнена задача по уничтожению Пятого корпуса армии Боснии и Герцеговины. В конечном итоге, это привело к развёртыванию ответной операции «Буря».

## Предыстория
После разгрома автономистов в ходе операции «Тигр 94» командующий Пятым корпусом Атиф Дудакович предпринял крупное наступление за пределы анклава. В конце октября 1994 года ему удалось отбить у армии Республики Сербской значительные территории на западе Боснийской Краины.
Начальник Главного Штаба Войска Республики Сербской генерал-лейтенант Манойло Милованович потребовал от ООН вмешаться в ситуацию и вернуть всё на позиции по состоянию на 23 октября. Однако в ответ командование UNPROFOR пригрозило сербам ударами авиации НАТО. 29 октября президент Республики Сербской Радован Караджич объявил «состояние войны» в зоне ответственности Второго Краинского корпуса и мобилизацию всего способного к ношению оружия мужского населения в этом районе. Тогда же Пятый корпус противника окружил Босанску Крупу и занял территорию общей площадью 250 км2. 30 октября в Босанску Крупу прибыл Милованович.
Первоначально в задачу войск под командованием Миловановича входило возвращение территорий, занятых противником 24—31 октября. Позже правительство Республики Сербской решило одновременно с контрнаступлением на юге Бихачского кармана нанести удары на севере, чтобы восстановить Автономную область Западная Босния.

## Операция «Щит 94»
4 ноября началось контрнаступление войска Республики Сербской, был освобождён город Кулен Вакуф, 6 ноября — село Чукови в 14 км к северу от него. Оно служило важной стратегической точкой, откуда боснийским сербам оказывалась мощная огневая поддержка со стороны артиллерии Республики Сербская Краина. 9 ноября был ликвидирован боснийский плацдарм на южном берегу Уны северо-восточнее Босанской Крупы, а также освобождена важная дорожная развязка в Дреново Тесно на шоссе Крупа —Бихач. В это же время включившиеся в операцию краинские сербы под сопровождением ВВС Республики Сербской блокировали мусульманские резервы вокруг Бихача.
Вскоре руководитель операции «Щит 94» генерал Милованович приостановил наступление и предложил Пятому корпусу капитулировать, однако командующий Дудакович отказался от этого. 20 ноября сербы возвратили все утраченные в октябре территории, и Милованович рапортовал о победе. На этом первая фаза операции «Щит 94» завершилась.

## Операция «Паук»

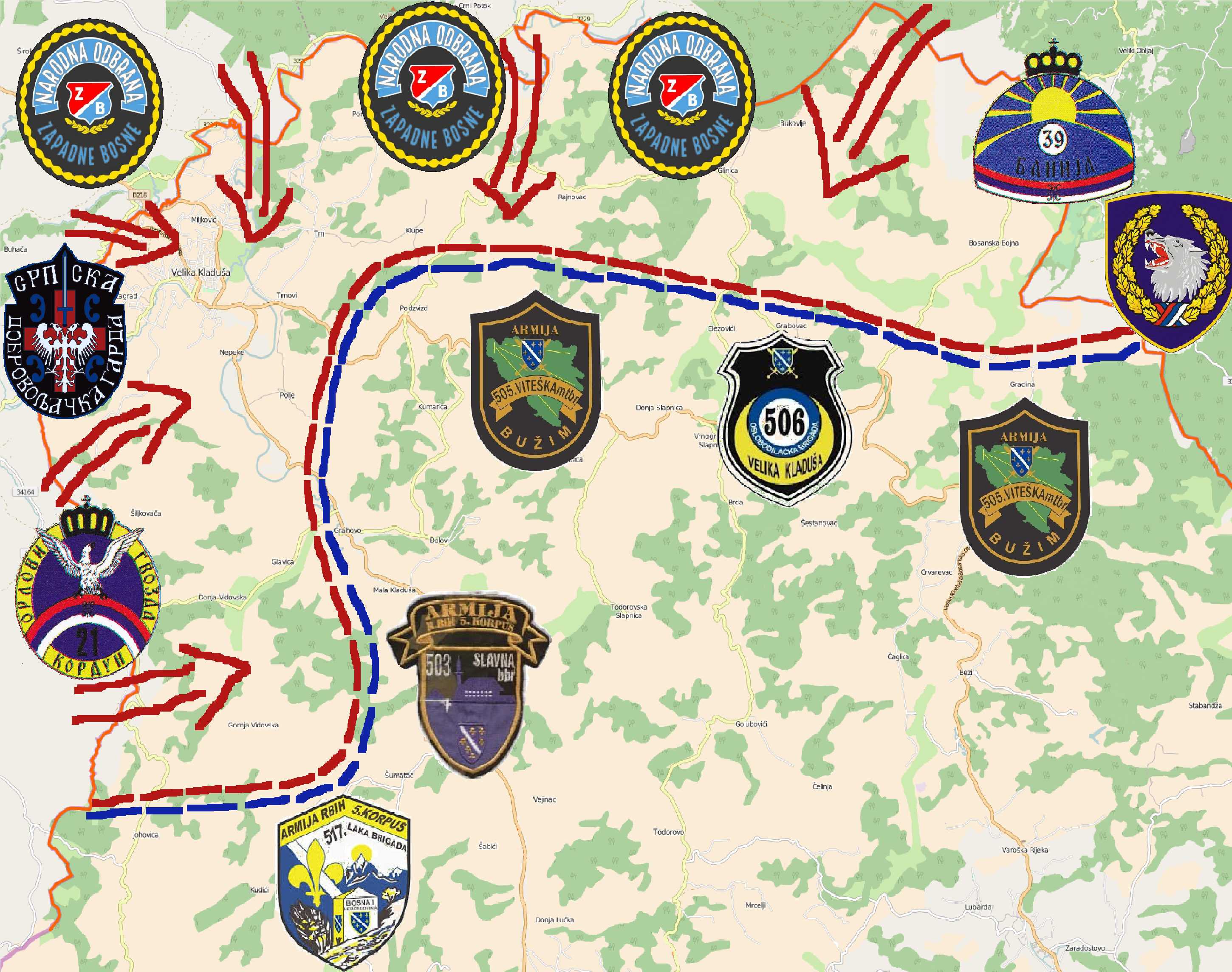
Силы сторон перед операцией «Паук»

Пока на юге Бихачского кармана осуществлялось контрнаступление боснийских сербов, на севере началась подготовка к операции по воссозданию АОЗБ. 10 ноября были вновь сформированы три бригады Народной Обороны общей численностью 5000 человек, которые дислоцировались в районе Великой Кладуши. Республика Сербская Краина выделила для операции 6500 солдат, в качестве ударной силы были определены 500 «красных беретов» из Сербии.
Для целей самой операции была сформирована оперативная группа «Паук», которую возглавил генерал-майор СВК Миле Новакович. Однако реальное руководство операцией осуществлял полковник РДБ (Госбезопасность Сербии) и командир «красных беретов» «Раи» Божович. Кроме того, операцию мониторили высокопоставленные чиновники из Белграда: глава РДБ Йовица Станишич и шеф всех специальных подразделений РДБ (в том числе «красных беретов») «Френки» Симатович.
Согласно плану объединённые силы сербов и автономистов должны отвлечь резервы Пятого корпуса на себя, чтобы ОГ «Паук» была способна занять Велику Кладушу, а Войско Республики Сербской — развить наступление восточнее Бихача. Оба соединения в случае удачи должны встретиться в районе Цазина, что означало бы полный разгром Пятого корпуса. После этого эти части планировалось отдать под контроль Фикрета Абдича.
16 ноября началась операция по овладению Великой Кладуши. В течение следующих семи дней здесь велись тяжёлые бои между сербами и 506-й горной бригадой армии Боснии и Герцеговины. Численно превосходящие силы сербов и автономистов смогли продвинуться вперёд, однако не так быстро из-за опасений перед большими человеческими жертвами. Однако вскоре на помощь боснийцам прибыли 503-я, 505-я и 517-я бригады. Основные бои разгорелись южнее города, где сербы и автономисты предпринимали попытки перерезать дорогу Велика Кладуша—Цазин, чтобы осложнить положение защитников города. После того, как ОГ практически взяла под контроль эту дорогу, подразделения Народной Обороны и СВК начали готовиться к штурму города. Однако операция неожиданно прервалась. Параллельно сербы проводили наступательные действия на западных и юго-западных подступах к Бихачу.

## Вмешательство ООН и НАТО
ООН выступила с жёсткой критикой сербского наступления. Обвинив сербов в нарушении «бесполётной зоны» в Боснии и воспользовавшись разрешением от хорватов на использование воздушного пространства, авиация НАТО нанесла 21 ноября удар по базе ВВС РСК в Удбине и ПВО Республики Сербской восточнее Бихача.

## Срыв операции
1 января 1995 года вступил в силу план всестороннего прекращения огня, который был предложен бывшим президентом США Джимми Картером. Радован Караджич и политическое руководство Республики Сербской подписали соглашение о перемирии при явном неудовольствии военных, которые считали, что операцию «Щит» надо продолжать во что бы то ни стало. Начальник информационной службы Войска Республики Сербской полковник Милован Милутинович в своём широко известном письме на имя Главнокомандующего указывал, что «остановка операций под Бихачем была грандиозной ошибкой, последствием которой является потеря стратегической инициативы». Последствия, действительно, оказались катастрофическими как для Сербской Краины, так и для Республики Сербской. В 1995 году уцелевший Пятый корпус вместе с армией Хорватии реализовали операцию «Буря», которая привела к гибели Сербской Краины и Западной Боснии.

## Видео
- Abdiceva SRBO-nomija — Operacija Pauk 1.dio (6.42 минут; история мятежа Фикрета Абдича, интервью Атифа Дудаковича; переговоры Слободана Милошевича, Радована Караджича и Фикрета Абдича; кадры боёв)
- Abdiceva SRBO-nomija — Operacija Pauk 3.dio Архивная копия от 20 октября 2016 на Wayback Machine (7.28 минут; интервью Манойло Миловановича, Атифа Дудаковича; переговоры Слободана Милошевича, Зорана Джинджича и Ричарда Холбрука; кадры боёв и массового исхода сербов после операция «Буря»)